# Die arge Legende vom gerissenen Galgenstrick

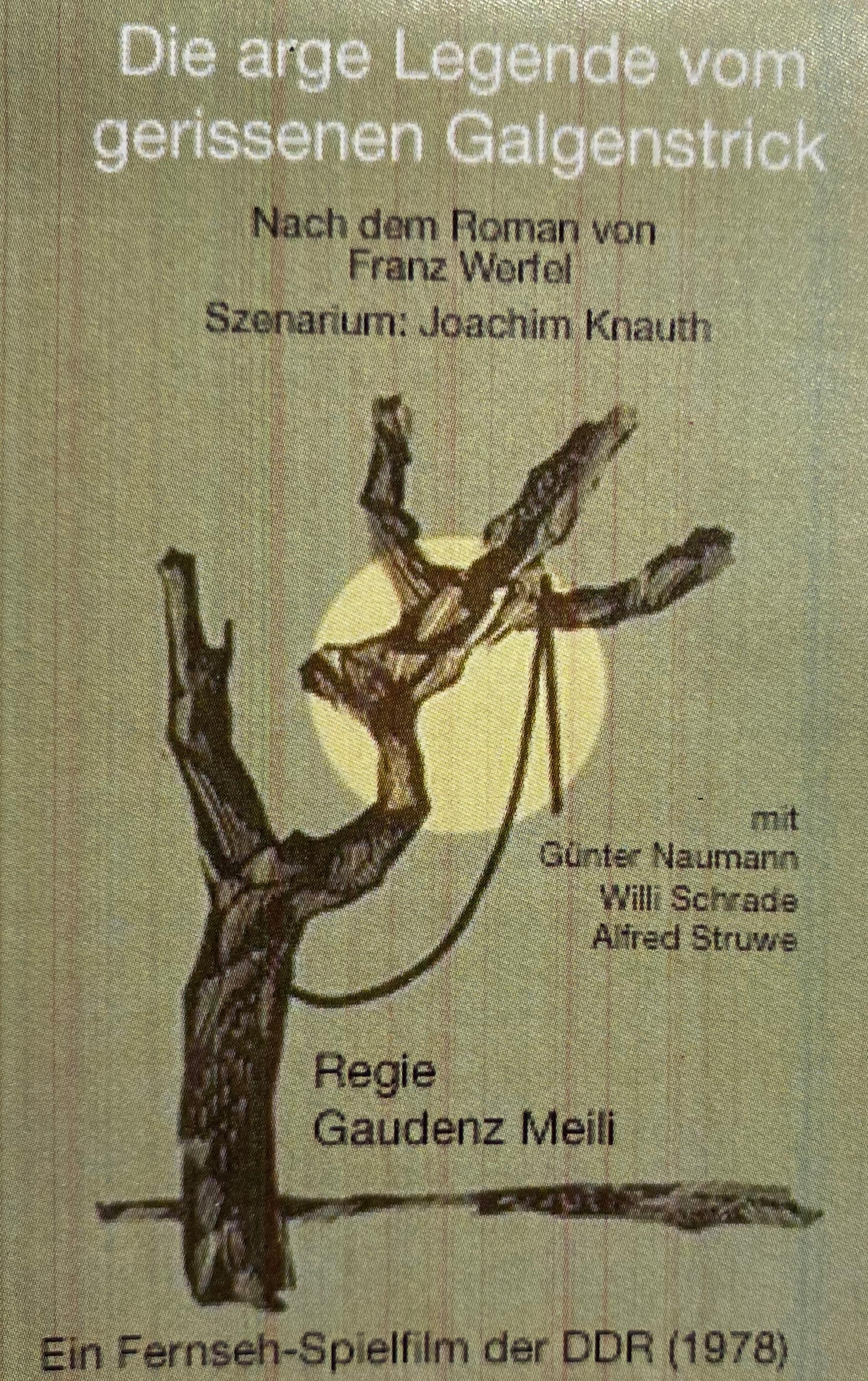
Filmplakat

Die arge Legende vom gerissenen Galgenstrick ist der Titel eines Fernseh-Spielfilmes nach der gleichnamigen Erzählung von Franz Werfel. Bei der Produktion des Fernsehens der damaligen DDR führte Gaudenz Meili Regie. Die Erstausstrahlung erfolgte am 25. April 1978.

## Rezeption
„Günter Naumann verkörpert den „feinen Ehrenmann“ mit grosser Charakterisierungskunst.“

## Hintergrund
Mit dem Film „Die arge Legende vom gerissenen Galgenstrick“ und in der Person von Gaudenz Meili wurde erstmals in der damaligen DDR eine Gastregie eines Regisseurs aus einem kapitalistischen Land durchgeführt.
Die Außenaufnahmen wurden rund um Ost-Berlin und die Innenaufnahmen in den Ateliers des Sendezentrums Berlin Adlershof gemacht.